# Yitzhak Cohen
Yitzhak Cohen (hébreu : יצחק כהן), né le 2 décembre 1951 en Israël, est un homme politique israélien.

## Biographie
Il est né à Ashkelon, il siège au conseil de la ville et est adjoint au maire. 
Il sert comme secrétaire général dans un établissement d'enseignement de Shas (El Hama'ayan). Il est élu à la Knesset en 1996. Il a siégé au ministère des finances, au ministère du travail et des Affaires sociales et au ministère des travailleurs étrangers. Il a été un membre du forum pour les immigrants éthiopiens.
Il devient ministre des Affaires religieuses en juillet 1999, et démissionne un an plus tard. Il sert comme sous-ministre des Finances de 2001 à 2003. En 2006 il est nommé ministre sans portefeuille, chargé des Conseils religieux, un rôle converti en ministre des Services religieux en janvier 2008.
En 2007, il critique le rapport des États-Unis sur l'Iran concernant le programme nucléaire en 2003. Il a déclaré que le rapport a été " ordonné par quelqu'un qui veut le dialogue avec Téhéran".
En 2009, dans une interview avec le Spiegel, il menace de suspendre les relations avec le Vatican, après la levée de l'excommunication de l'évêque Richard Williamson.